# Chelles (Oise)
Chelles es una comuna y población de Francia, en la región de Picardía, departamento de Oise, en el distrito de Compiègne y cantón de Attichy.
Su población en el censo de 1999 era de 384 habitantes.
Está integrada en la Communauté de communes du canton d'Attichy.

## Demografía
| 191 | 230 | 209 | 267 | 334 | 384 |
| Para los censos de 1962 a 1999 la población legal corresponde a la población sin duplicidades (Fuente: INSEE [Consultar]) |     |     |     |     |     |